# Trappeur
Un trappeur est un chasseur professionnel d'Amérique du Nord, se servant généralement de trappes, afin de vendre des fourrures non abîmées par des coups de feu ou des pointes de flèche. Il se distingue des coureurs des bois et des voyageurs, qui étaient employés à faire la traite des fourrures et dont l'activité était principalement commerciale.

## Histoire

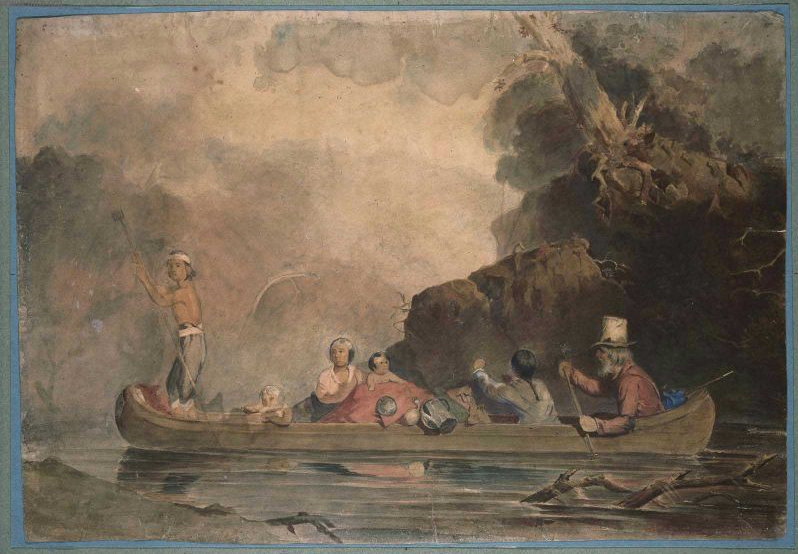
Les trappeurs sont solitaires ou vivent avec leurs familles à l'écart des villes dans la nature.

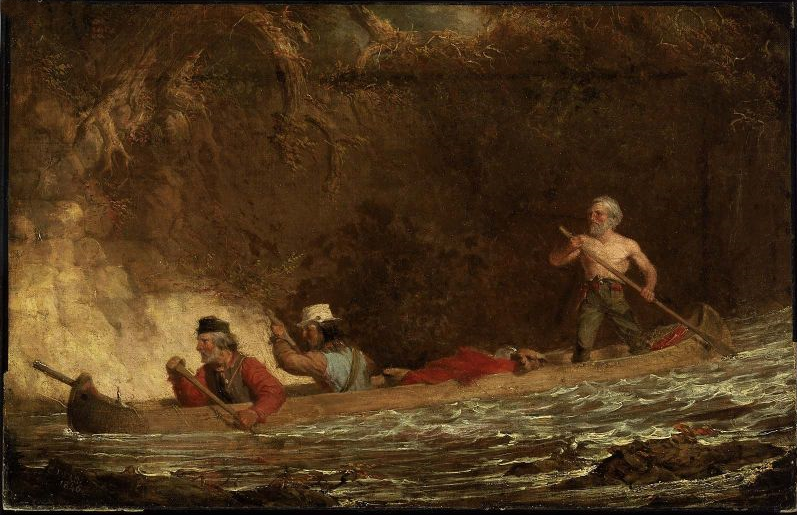
Avant l'apparition des routes, le canoë, était avec le cheval le moyen de transport le plus utilisé par les « voyageurs » (Charles Deas, vers 1845).

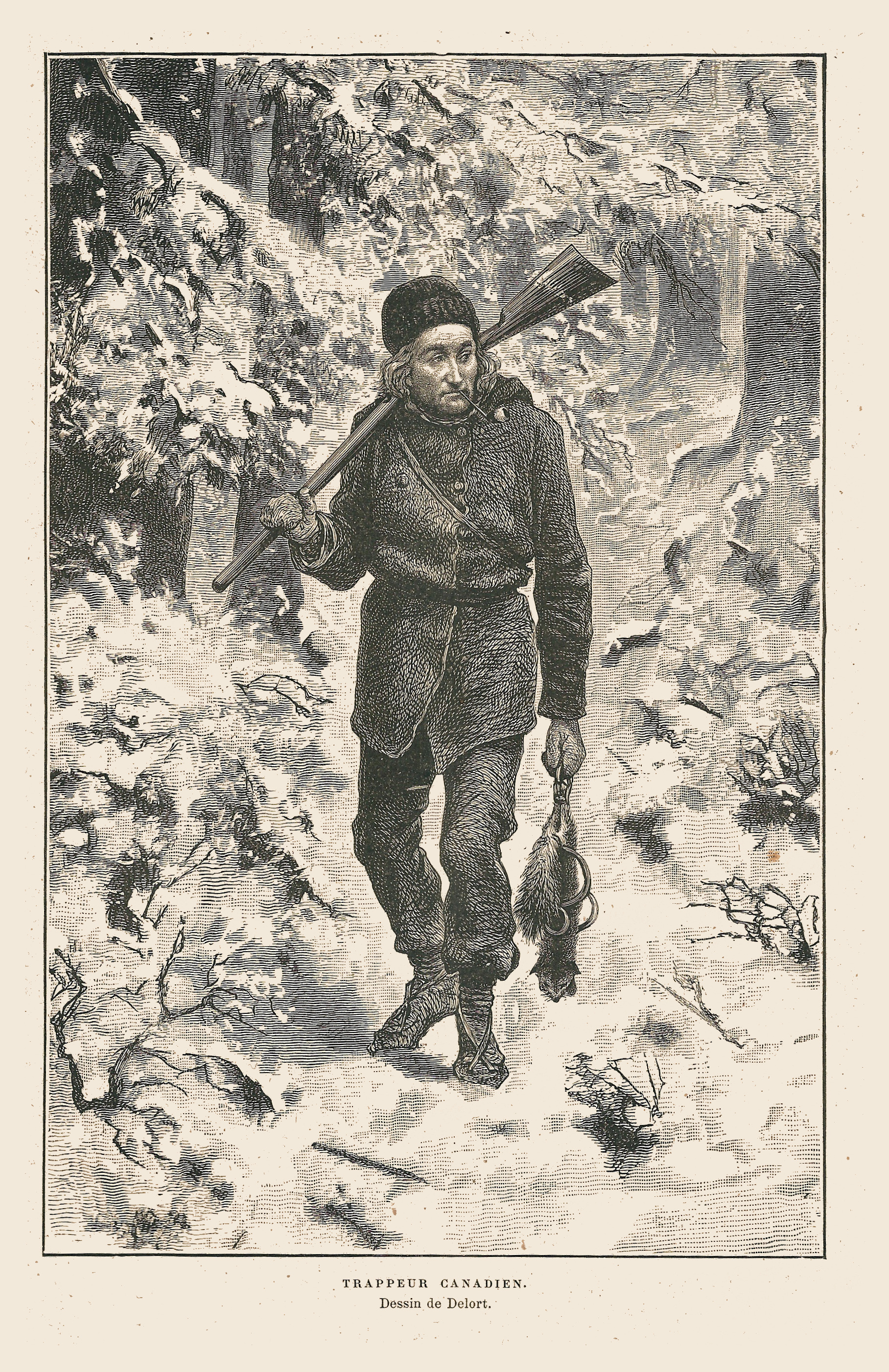
Trappeur canadien (dessin de Delort).

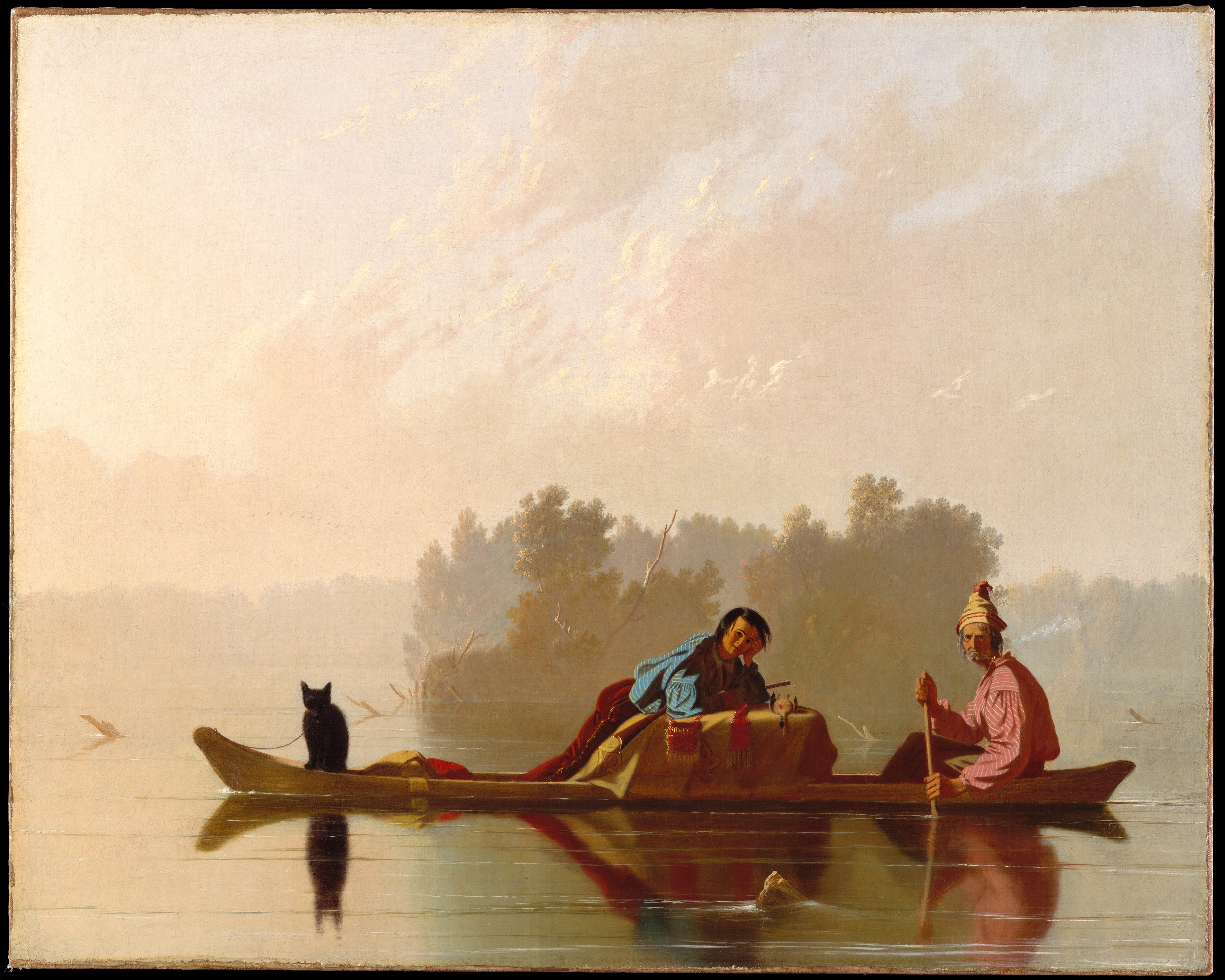
Trappeurs naviguant sur le Missouri.

### Étymologie
Le mot « trappeur » est apparu en français au XIXe siècle, d'après l'anglais américain « trapper », d'abord traduit par « piégeur ». Le terme anglais dérive toutefois du français « trappe » qui, selon le Littré peut désigner le piège formé par une « pièce de fer s'engageant dans les dents du cric des berlines » ou encore celui « formé d'un trou pratiqué en terre et recouvert de branchages, ou d'une bascule ».
En moyen français, « trappe » ou « trape » (1175) désigne déjà une embûche, un piège(1530), ou de « trapel », (1500). Le dérivé « trapper » (Larousse, 1876), « chasser comme le font les trappeurs » depuis l'anglais to trap n'a pas fait florès, mais on peut noter le retour en français du Canada du terme « trapper », issu du moyen français, et ayant survécu à travers les dialectes, avec le sens de « faire le trappeur » (le sens originel était « prendre un animal ou quelqu'un par ruse »).

### Historique
Les premiers comptoirs et postes de traite organisés datent du début du XVIIe siècle au Québec. Ils étaient français, puis hollandais sur le bassin de l'Hudson dans l'État de New York et à partir de 1614 à Manhattan. Les marchands achetaient les peaux aux trappeurs blancs, mais aussi en échangeaient à des indiens contre des outils, armes, alcool et objets divers. En 300 ans, plusieurs centaines de postes de traite ont récolté des dizaines de millions de peaux, jusque dans les zones les plus reculées et giboyeuses. Pour les seules années 1820-1860, on estime que 2 000 à 3 000 trappeurs chassaient dans les Rocheuses.
Cette activité a été décrite dans de nombreux romans d'aventure relatant la vie de personnages de fiction ou ayant existé, tels que Davy Crockett, mais le métier est de moins en moins pratiqué. 
Face au recul de certaines espèces (disparition dans certaines zones) et face à la demande sociale, à la fin du XXe siècle, la réglementation de la trappe a été renforcée, nécessitant au Canada deux jours de cours et le certificat de trappeur, puis un apprentissage avec un trappeur professionnel avant d’avoir le droit à une « ligne de trappe » (concession de terres publiques et/située en zone de Parc donnant droit à un trappeur de piéger et vendre les fourrures issues des animaux dépecés). Le piégeage sur terrain privé nécessite un permis de chasse, de respecter la loi et les dates de chasse et le type de pièges (le permis de chasse ne donne pas le droit de trapper).

## Activité
(mars 2019).
Si vous disposez d'ouvrages ou d'articles de référence ou si vous connaissez des sites web de qualité traitant du thème abordé ici, merci de compléter l'article en donnant les références utiles à sa vérifiabilité et en les liant à la section « Notes et références ».

### La trappe
Au mois de novembre, quand les animaux à fourrure prennent leur plus beau poil, les trappeurs tendaient leurs pièges, équipés de traîneaux et de raquettes pour se déplacer dans la neige. En fin d’hiver, en mars/avril, ils allaient vendre ou échanger les produits de leur saison de trappe dans les comptoirs et postes commerciaux. Les trappeurs ont ainsi fait disparaître le castor de plusieurs régions d’Amérique du Nord. Puis ils ont eu à faire face à la concurrence des élevages de renards, rats musqués, et mustélidés en Amérique du Nord, mais aussi en Europe. 
Les peaux étaient vendues selon le cours du moment et selon leur qualité. Vers 1920, les peaux d’une saison de trappe pouvaient encore rapporter jusqu’à 500 dollars, bien que la moyenne soit plutôt de 200 dollars.

### De nos jours
La réglementation varie selon les pays et implique dans tous les cas un permis de piégeage et le respect de certaines conditions. Au Québec il faut au préalable aussi avoir réussi son cours de piégeur,  Pour pratiquer la trappe, il faut posséder un permis de chasse (pour le petit gibier pour piéger de petits mammifères) et aussi avoir la mention P sur son certificat de chasseur. Le piégeage peut être réglementé selon la saison, la région, le pays ou l'évolution du statut de protection (ou de "déprédateur") des espèces (ex : au Québec, les animaux à fourrure sont notamment : le castor, la martre, le raton laveur, l'ours, l'hermine, le coyote, le loup, le renard, le rat musqué, le lynx roux, la loutre, l'écureuil... sans oublier la moufette et le vison. Le colletage est toujours pratiqué au Québec comme activité de chasse. Il vise notamment le lièvre via la pose de collet en laiton. La fourrure, passée de mode, voire mal vue par le grand public, n'est généralement pas récoltée ; le piégeage est alors pratiqué pour la viande de ce petit mammifère. Le lièvre n'est pas considéré comme un animal à fourrure, donc pas besoin de permis de piégeur mais il faut avoir un permis de colletage.
Les trappeurs sont typiquement nord-américains, disséminés dans l'ensemble des États des États-Unis, par exemple, en Alaska, dans le Montana, ou encore en Caroline du Nord et au Canada.
En 2019, la Californie est le premier État au monde à interdire la trappe, alors qu'elle fut à l'époque des pionniers l'une des principales sources de revenus, (avant la ruée vers l'or). Cette activité était en déclin chronique depuis des décennies, au point de coûter à l'État plus qu'elle ne rapporte pour financer son encadrement : les 68 trappeurs encore présents en 2017 (presque 75 fois moins nombreux que les 5 000 trappeurs déclarés vers 1919), n'ont pas généré de bénéfices suffisants pour financer le travail de surveillance/régulation de l'Office de la pêche et de la faune sauvage, ce que la législation impose ; selon le département de la pêche et de la faune de la Californie : pour 1 568 mammifères d'une dizaine d'espèces officiellement piégés en 2017 (renards gris, coyotes, castors, blaireaux notamment), seuls 1 241 ont été déclarés vendus pour un revenu total estimé à moins de 9 000 dollars, ce qui ne financerait pas même « une fraction des coûts d'un seul garde-chasse »). Notant que continuer à encadrer cette activité serait une manière déguisée de la « subventionner », ce qui n'a été reconnu justifié d'intérêt public que pour les espèces déprédatrices, l'assemblée de Californie via une nouvelle loi (sur la protection de la faune sauvage, datée du 4 septembre 2019) interdit cette activité. La California Fish and Game Commission avait déjà voté 3 voix contre 2 pour interdire le piégeage commercial du lynx roux  dans tout l'État (qui abrite sa sous-espèce Lynx rufus fasciatus). Cette fois c'est l'ensemble des espèces (non classées déprédatrices) qui est concerné. Cette loi interdit sur tout le territoire (public ou privé) toute utilisation de pièges de trappeurs destiné au piégeage d'animaux, hormis si ceux-ci sont classés déprédateurs nuisant aux activités agricoles ou domestiques (rats, taupes, etc.). Selon Judie Mancuso (fondatrice et présidente de l'ONG Social Compassion in Legislation), qui a soutenu le projet de loi, « La signature de ce projet de loi est le résultat de données convaincantes et d'un revirement de l'opinion publique concernant la cruauté envers les animaux ».
L'interdiction concerne tant les usages commerciaux que récréatifs et une interdiction de vente des fourrures dans l’État serait à l'étude. La Californie est ainsi le premier État à interdire le piégeage des fourrures.
Il s'agit aussi pour les élus :
- de limiter des pratiques cruelles (longues agonies dans les pièges, et mise à mort violentes par asphyxie ou coups pour ne pas abimer les fourrures) et le braconnage (selon le Los Angeles Times, cette loi fait suite à la découverte en 2013 d'un piège à lynx roux illégalement installé et camouflé près du Parc national de Joshua Tree [720 000 acres où les grands félins sont considérés comme espèces-clé pour l’écosystème et les habitats protégés par le Parc][8]. cette découverte a entrainé une enquête et des plaintes qui ont révélé que « piéger, tuer et écorcher des lynx roux pour approvisionner les marchés de la fourrure en Chine, en Russie et en Grèce » était une pratique cachée dans cet Etat[8].
- de permettre un retour à une faune plus équilibrée, car la trappe a en Californie joué un rôle important dans la disparition du loup et du carcajou ainsi que dans le « déclin sévère des loutres de mer, Martre de Pennant, autres mustélidés, castors et autres espèces à fourrure »[8].

## Les trappeurs dans la culture

### Trappeurs célèbres
- Louis Campeau (fondateur de Saginaw et Grand Rapids dans le Michigan)
- Kit Carson trappeur, guide, puis général
- Jean-Baptiste Charbonneau trappeur comme son père Toussaint Charbonneau
- Davy Crockett (héros de nombreuses œuvres littéraires, cinématographiques, ou même musicale)
- John Day
- Hugh Glass, qui inspire le personnage central du film The Revenant
- Jacques La Ramée (qui a donné son nom à la rivière Laramie)
- Michel Pageau
- Antoine Robidoux (fondateur des postes de traite fort Robidoux et fort Uncompahgre)
- Joseph Robidoux (fondateur de la ville de Saint Joseph dans l'État du Missouri)
- Louis Robidoux (fondateur des villes de Riverside et de Rubidoux en Californie)

### Au cinéma
- La Piste des géants, de Raoul Walsh, sorti en 1930 avec John Wayne ;
- Au-delà du Missouri, de William A. Wellman, sorti en 1951 ;
- Davy Crockett roi des trappeurs, de Norman Foster sorti en 1955 avec Fess Parker ;
- Œil de faucon et le Dernier des Mohicans, de ITC Entertainment and Normandie Productions, sorti en 1957 avec John Hart ;
- Le Convoi sauvage, sorti en 1971 ;
- Jeremiah Johnson, de Sydney Pollack, sorti en 1972 avec Robert Redford ;
- The Life and Times of Grizzly Adams, de Richard Friedenberg (en), sorti en 1974 avec Dan Haggerty ;
- Le Bison blanc, de Jack Lee Thompson, sorti en 1977 avec Charles Bronson ;
- Colorado, mini-série de Bernard McEveety sortie en 1978, avec Robert Conrad ;
- Chasse à mort (Death Hunt), de Peter Hunt, sorti en 1981, avec Charles Bronson ;
- Arctic Blue de Peter Masterson, sorti en 1993, avec Rutger Hauer ;
- À couteaux tirés, de Lee Tamahori, sorti en 1997, avec Anthony Hopkins ;
- Le Dernier Trappeur, de Nicolas Vanier, sorti en 2004, avec Norman Winther ;
- Il parle avec les loups, du réalisateur Carlos Ferrand, est un film documentaire de l'Office national des forêts sorti en 2001, avec Michel Pageau ;
- The Revenant, avec Leonardo DiCaprio, sorti en 2015 (2016 en France) ;
- Frontier, de Rob et Peter Blackie et Brad Peyton, série télévisée de 2016.

### Dans les jeux Vidéo
- Dans le jeu vidéo Red Dead Redemption 2 édité par rockstar games, le trappeur est un commerçant rencontré dans les étendues sauvages avec qui le joueur peut faire commerce de fourrures. Le trappeur peut également confectionner des vêtements grâce aux parties d'animaux récoltées par le joueur.